# Marauders du Massachusetts
Stade
Champion 1988, 1989, 1990, 1992
Les Marauders du Massachusetts étaient une équipe de football américain en salle basée à Worcester, dans le Massachusetts. Ils ont été membres de l’Arena Football League (AFL) de 1988 à 1994. L’équipe a été créée à Detroit en 1988, sous le nom de Drive de Détroit et a déménagé à Worcester en 1994, où elle a joué jusqu’à la fin de la saison 1994.
La franchise compte quatre championnats AFL, tous lors du séjour à Détroit. Les trois premiers ont eu lieu de manière consécutive de 1988 à 1990 et le dernier en 1992.

## Histoire

### Drive de Détroit (1988-1993)

#### La création (1988)

Le logo du Drive de Détroit

En 1987, Mike Ilitch entame des négociations avec l'AFL en vue de leur adhésion pour la saison 1988. Elles aboutissent et le Drive commence à jouer en 1988 en tant que membre de l'AFL. Sous l'entraîneur principal Tim Marcum, le Drive termine la saison régulière avec un bilan final de 9–3 après avoir débuté la saison 2–3,. Deux des défaites de Détroit sont attribuées aux Bruisers de Chicago, qui terminent la saison avec une seule défaite. Le Drive aura une chance de vengeance en se rendant à l'ArenaBowl II contre les mêmes Bruisers et en les vainquant 24 à 13.

#### Back-to-back (1989)
Après la suspension des opérations de l'AFL avant la saison 1989, la ligue est relancée et décide de jouer une saison courte, mais cela oblige Drive à commencer la saison 1989 en remplaçant le quarterback Rich Ingold qui refuse la réduction salariale en raison de la saison raccourcie. Détroit remporte l'ArenaBowl III 39–26 contre les Gladiators de Pittsburgh.

#### Three-peat (1990)
L'entraîneur principal Tim Marcum quitte le Drive en 1990 pour se joindre au personnel de football de l'université de Floride et est remplacé par Perry Moss. Détroit renforce son offensive en engageant le quarter Art Schlichter (qui allait devenir le MVP de l’AFL en 1990). Moss mène le Drive à un bilan de 6-2 sur la saison régulière et ils restent une force dominante, arrivant à l'ArenaBowl IV, où ils battent les Texans de Dallas 51 à 27.

#### Le retour de Marcum (1991)
Tim Marcum revient comme entraîneur principal de Détroit pour la saison 1991. Sous sa direction, Détroit termine la saison avec un bilan de 9 victoires et une seule défaite et se qualifie pour son quatrième ArenaBowl consécutif. Malheureusement, il n'y aura pas de four-ever, leur série s'arrêtant avec leur défaite 42-48 contre le Storm de Tampa Bay.

#### Le quatrième titre (1992)
En 1992, toujours sous la direction de Marcum, Détroit joue dans la Division Nord et termine à la première place avec un bilan de 8-2. Sur la route de l'ArenaBowl VI Détroit croisera l'Attack de Sacramento, qu'ils battent 48-23 au premier tour. Les Texans de Dallas ne pourront rien contre le Drive en demi-finale et se sont balayer 57-14. La consécration suprême viendra lors de la victoire 56-38 contre les Predators d'Orlando pour remporter leur quatrième titre en cinq ans d'existence.

#### La dernière saison à Détroit (1993)
Tim Marcum amène son équipe à son sixième Arena Bowl de suite mais cette fois ci, la défaite sera au rendez-vous. Le Storm de Tampa Bay remporte l'ArenaBowl VII en battant le Drive sur le score de 51-31, les privant du titre pour la deuxième fois après 1991.
Ilitch vend le Drive afin d'éviter la concurrence avec les Tigers de Détroit qu'il vient d'acheter. Ilitch prétend toujours qu'il n'a gardé le Drive que parce qu'ils étaient des prétendants constants au titre.
On peut soutenir que le Drive avait la meilleure équipe de gestion de la ligue. Le propriétaire Mike Ilitch, le directeur général Gary Vitto et l'entraîneur principal Tim Marcum sont tous présents au Hall of Fame de l'AFL. Après la saison 1992, Ilitch achète les Tigers de Détroit de la Major League Baseball (MLB) et Vitto est  transféré au front office des Tigers. Marcum assume les fonctions de directeur général du Drive en 1993 et a conduit l’équipe à son dernier Arena Bowl.

### Marauders du Massachusetts
Le succès de l'équipe sur le terrain ne signifie pas un succès commercial équivalent; bien que l’équipe ait été la plus rentable de l’AFL, établissant des records de fréquentation, le propriétaire Mike Ilitch a vendu l’équipe après son achat des Tigers de Détroit en 1993. L’équipe a concouru en 1994 en tant que Marauders du Massachusetts jouant leurs matchs à domicile au Worcester Centrum, mais cesse ses activités après un bilan de  8-4 lors de leur première et unique saison. Alors que le Drive avait attiré en moyenne plus de 14 000 spectateurs par match au cours de leurs six saisons à Détroit, les Marauders avaient en moyenne moins de 7 400 spectateurs par match. Près de trois ans après la faillite des Marauders, Dan DeVos a acheté la franchise au tribunal de la faillite. En 1998, ils sont devenus le Rampage de Grand Rapids, qui a joué jusqu'en 2008.

### Renaissance de l'AFL à Détroit
Détroit a par la suite reçu une deuxième équipe Arena Football, la Fury de Détroit. Elle a joué de 2001 à 2004 au Auburn Hills Palace et était la copropriété de William Davidson, propriétaire des Pistons de Détroit, et de William Clay Ford, fils du propriétaire des Lions de Détroit. Les Fury n’ont jamais eu autant de succès que le Drive, compilant un record de 22 à 41 et comptant en moyenne 8 152 partisans par match avant de s'arrêter en 2004.

## Résultats saison par saison
| Saison | Équipe                     | G  | P  | N | Classement final  | Playoffs |
| ------ | -------------------------- | -- | -- | - | ----------------- | --- |
| 1988   | Drive de Détroit           | 9  | 3  | 0 | 2e                | Victoire en demi-finale, Gladiators (34-25) Victoire à l'ArenaBowl II, Bruisers (24-13)                                   |
| 1989   | Drive de Détroit           | 3  | 1  | 0 | 1er               | Victoire en demi-finale, Bruisers (43-10) Victoire à l'ArenaBowl III, Gladiators (39-26)                                  |
| 1990   | Drive de Détroit           | 6  | 2  | 0 | 1er               | Victoire en demi-finale, Gladiators (61-30) Victoire à l'ArenaBowl IV, Texans (51-27)                                     |
| 1991   | Drive de Détroit           | 9  | 1  | 0 | 1er               | Victoire en demi-finale, Firebirds (37-35) Défaite à l'ArenaBowl V, Storm (42-48)                                         |
| 1992   | Drive de Détroit           | 8  | 2  | 0 | 1er Division Nord | Victoire au 1er tour, Attack (48-23) Victoire en demi-finale, Texans (57-14) Victoire à l'ArenaBowl VI, Predators (56-38) |
| 1993   | Drive de Détroit           | 11 | 1  | 0 | 1er AC            | Victoire au 1er tour, Texans (51-6) Victoire en demi-finale, Rattlers (38-34) Défaite à l'ArenaBowl VII, Storm (31-51)    |
| 1994   | Marauders du Massachusetts | 8  | 4  | 0 | 3e AC             | Victoire au 1er tour, Storm (58-51) Défaite en demi-finale, Predators (42-51)                                             |
| Total  |                            | 67 | 17 | 0 | playoffs inclus   | playoffs inclus |

## Les joueurs
| Joueur          | Position   | Université         |
| --------------- | ---------- | ------------------ |
| Terrence Barber | WR, DB     | Florida            |
| Grantis Bell    | WR, DB     | West Virginia      |
| Tony Burse      | RB         | Middle Tenn. St.   |
| Chris Conlin    | G          | Penn St.           |
| Arden Czyzewski | K          | Florida            |
| Johnny Eaton    | OL, DL     | Eastern New Mexico |
| Curtis Eller    | FB, LB     | Villanova          |
| Amod Field      | WR         | Montclair St.      |
| Flint Fleming   | OL, DL, DE | North Dakota State |
| John Gieselman  | QB         | Michigan State     |
| Junior Green    | WR, DB     | Pittsburgh         |
| Fred Gunter     | WR, DB     | Temple             |
| Kenneth Harper  | WR/DB      | Hawaï'             |
| Ralph Jarvis    | DE         | Temple             |
| Richard Kane    | OL, DL     | Massachusetts      |
| Quinton Knight  | OL, DL     | Fullerton State    |
| Andre Langley   | WR, DB     | Tennessee-Martin   |
| Gordie Lockbaum | WR, DB     | Holy Cross         |
| Danny Lockett   | LB         | Arizona            |
| Phil Logan      | WR, LB     | Kentucky           |
| Mike Pagel      | QB         | Arizona St.        |
| Fran Papasedero | OL, DL     | Springfield        |
| Fred Robertson  | WR, DB     | Baylor             |
| Niu Sale        | WR, DB     | Missouri           |
| Tony Scott      | WR, DB     | No college         |
| Victor Scott    | DB         | Colorado           |
| Elliott Searcy  | WR, DB     | Southern           |
| David Smith     | FB, LB, RB | Western Kentucky   |
| Matt Vogler     | QB         | Texas Christian    |
| Riley Ware      | WR, DB     | Western Kentucky   |
| John Zinser     | OL, DL     | Pennsylvania       |

### Joueurs du Drive ou des Marauders au Hall of Fame
| Drive/Marauders Hall of Famers |                 |                |                      |                        |
| Numéro                         | Nom             | Année d'entrée | Position             | Années Drive/Marauders |
| 88                             | John Corker     | 2002           | OL, /DL              | 1988–1993              |
| 98                             | Dwayne Dixon    | 1998           | WR, LB               | 1988–1991              |
| –                              | Mike Ilitch     | 2002           | Propriétaire         | 1988–1993              |
| 27                             | George LaFrance | 2011           | WR, DB               | 1988–1993              |
| –                              | Tim Marcum      | 1998           | Entraîneur principal | 1988–1989, 1991–1993   |
| –                              | Perry Moss      | 2000           | Entraîneur principal | 1990                   |
| 1                              | Gary Mullen     | 1998           | WR, DB               | 1989–1992              |
| 29, 35                         | Tate Randle     | 1998           | WR, LB               | 1988, 1990–1992        |
| 44                             | Alvin Rettig    | 1998           | FB, LB               | 1988–1993              |
| 62                             | Jon Roehlk      | 1999           | OL, DL               | 1988–1993              |
| –                              | Gary Vitto      | 1999           | Directeur général    | 1988–1993              |

## Les entraîneurs
| Nom        | Terme                | Saison régulière | Saison régulière | Saison régulière | Saison régulière | Playoffs | Playoffs | Réf    |
| ---------- | -------------------- | ---------------- | ---------------- | ---------------- | ---------------- | -------- | -------- | ------ |
|            |                      | G                | P                | N                | %                | G        | P        |        |
| Tim Marcum | 1988–1989, 1991–1993 | 40               | 8                | 0                | .833             | 10       | 2        | [ 43 ] |
| Perry Moss | 1990                 | 6                | 2                | 0                | .750             | 2        | 0        | [ 44 ] |
| Don Strock | 1994                 | 8                | 4                | 0                | .667             | 1        | 1        | [ 45 ] |